# Iwan Iwanowitsch Bjakow
Iwan Iwanowitsch Bjakow (russisch Ива́н Ива́нович Бя́ков; * 21. September 1944 in Issakowzy, Rajon Kirowo-Tschepezk, Oblast Kirow, damals Sowjetunion; † 4. November 2009 in Kiew, Ukraine) war ein sowjetischer Biathlet und zweifacher Olympiasieger sowie ukrainischer Biathlontrainer und -funktionär.
Iwan Bjakow gewann bei den Olympischen Winterspielen 1972 in Sapporo mit der sowjetischen Biathlonstaffel den Lauf über 4 × 7,5 km. Im Einzel über 20 km erreichte er Platz zwölf. Vier Jahre später bei den Olympischen Winterspielen 1976 in Innsbruck wiederholte er den Triumph mit der sowjetischen Staffel und gewann seine zweite Goldmedaille. 1974 nahm Bjakow zum einzigen Mal an Biathlon-Weltmeisterschaften teil. Im Einzel wurde er mit zwei Schießfehlern Siebter und war nach Alexander Tichonow Zweitbester der sowjetischen Mannschaft, im 10-km-Sprint wurde er 40. und in der Staffel kam er nicht zum Einsatz.
Nach seiner sportlichen Karriere wurde er Biathlontrainer und war Cheftrainer der ukrainischen National- und Juniorennationalmannschaft. Von 1992 bis 1996 war er der erste Präsident des ukrainischen Biathlonföderation und Mitglied des Nationalen Olympischen Komitees der Ukraine. Bis zu seinem Tod 2009 gehörte er dem Vorstand der ukrainischen Biathlonföderation an.